# Липки (аэродром)
Ли́пки (бел. Лі́пкі; ИКАО: UMMI) — аэродром совместного базирования, расположенный в Минской области Республики Беларусь. Находится на восточной окраине в Партизанском районе Минска. Используется авиацией МЧС Республики Беларусь, минским парашютным клубом ДОСААФ и авиацией общего назначения.

## История
Военный аэродром Липки был открыт в 1980 году. Первоначально на нём базировались 66-я и 248-я отдельные смешанные авиаэскадрильи. 66-я САЭ располагала двумя самолётами Ан-26, одним Ил-22, а также вертолётам — одним Ми-26, одним Ми-17, одним Ми-6, двумя Ми-24ХР (химической разведки), восемью транспортных Ми-8Т и одним Ми-8ТП для перевозки командования. В составе 248-й ОСАЭ летали два Ан-12, восемь Ми-8 и два Ту-134 в компоновке «салон» для перевозки командования Белорусским военным округом.
С распадом СССР аэродром потерял военную значимость. В 1990-е годы часть воздушных судов была перебазирована на авиабазу в Мачулищах, часть списана, часть передана в МЧС. 21 августа 2002 года Министерство обороны Республики Беларусь передало аэродром в ведение МЧС. В 2016 году аэродром использовался для репетиции парада в честь Дня независимости.
В 2017 году была проведена масштабная реконструкция аэродрома, в которую было вложено порядка 10 миллионов долларов. Была обновлена взлётно-посадочная полоса, установлено светосигнальное оборудование, позволяющее выполнять взлётно-посадочные операции в любое время суток. Появились новые вертолётные площадки и рулёжные дорожки, автоматическая метеостанция, отапливаемый ангар. Были построены база для подготовки спортсменов и военных лётчиков, авиамодельная мастерская и три корда для проведения соревнований по авиамодельному спорту, инфраструктура для посетителей.
Летом 2017 года в Липки переехал минский авиационно-спортивный клуб ДОСААФ, который до этого базировался на аэродроме Боровая (данный аэродром в будущем будет закрыт). После принятия решения о закрытии аэропорта Минск-1, в Липки переместилась часть находившейся там авиации общего назначения.

## Технические характеристики
Аэродром имеет класс E по классификации ИКАО и сертифицирован для приёма самолётов массой не более 5,7 тонн и размахом крыла до 23,9 м и вертолётов с сертификационной массой до 66 тонн. Фактическая длина ВПП составляет 2200 метров, однако, по состоянию на 2020 год для взлётно-посадочных операций используется её отрезок длиной 750 метров. Полоса оборудована для захода на посадку согласно ПВП в любое время суток. На аэродроме имеется несколько вертолётных площадок.

## Достопримечательность
- Памятник-вертолёт Ми-2У
- Музей авиации и космонавтики